# فابیو کازرتا
فابیو کازرتا (انگلیسی: Fabio Caserta؛ زادهٔ ۲۴ سپتامبر ۱۹۷۸) بازیکن فوتبال اهل ایتالیا است.
از باشگاه‌هایی که در آن بازی کرده‌است می‌توان به باشگاه فوتبال لچه، باشگاه فوتبال کاتانیا، باشگاه فوتبال چزنا، باشگاه فوتبال آتالانتا، باشگاه فوتبال یووه استابیا، باشگاه فوتبال پالرمو، و باشگاه فوتبال یو. اس. پرگولیتزه اشاره کرد.